# パドヴァ・ヴェネト管弦楽団
パドヴァ・ヴェネト管弦楽団（Orchestra di Padova e del Veneto）は、イタリア・ヴェネト州のパドヴァを本拠とする室内オーケストラである。

## 沿革・概要
1966年に設立。イタリア国内には数少ないコンサート・オーケストラの一つとして、積極的に演奏活動や音楽教育活動を行っている。

## 音楽監督
歴代の音楽監督として、クラウディオ・シモーネ、ペーター・マーク、マリオ・ブルネロらがいる。
レコーディングは、マーク指揮でモーツァルトの交響曲シリーズと宗教劇「救われしベトゥーリア」やベートーヴェン交響曲全集、ヴラディーミル・アシュケナージ指揮・ピアノ独奏でモーツァルトのピアノ協奏曲シリーズなどがある。